# Sir Bani Yas
Sir Bani Yas (arabiska: صير بنى ياس) är en naturlig ö knappt 200 kilometer väster om Abu Dhabi, huvudstaden i Förenade arabemiraten.  Den ligger 9 kilometer från kusten utanför Jebel Dhanna varifrån det går färja till ön. Jebel Dhanna utgör ett färjeläge för ett flertal öar, förutom Sir Bani Yas även Dalma. Sir Bani Yas är 17,5 km lång, från nord till syd, och 9 km bred, vilket gör den till den största naturliga ön i Förenade arabemiraten. 
Sir Bani Yas Island är ett naturreservat med mer än 15 000 frigående djur på en yta av cirka 87 km2 som etablerades 1971 av den forne härskaren av Förenade arabemiraten schejk Zayed bin Sultan Al Nahyan. Tack vare årtionden av konservering av miljön och ekologisk investering finns det idag tusentals av frigående djur och miljontals träd och växter på ön. Det finns bland annat gepard, hyena, antilop, giraff, struts, gasell och påfågel. 
Det finns ett hotell på Sir Bani Yas och det går förutom att åka på en safari även upptäcktsresor till kringliggande öar samt vandringsleder, kajak, bergscykling och snorkling.

## Bilder

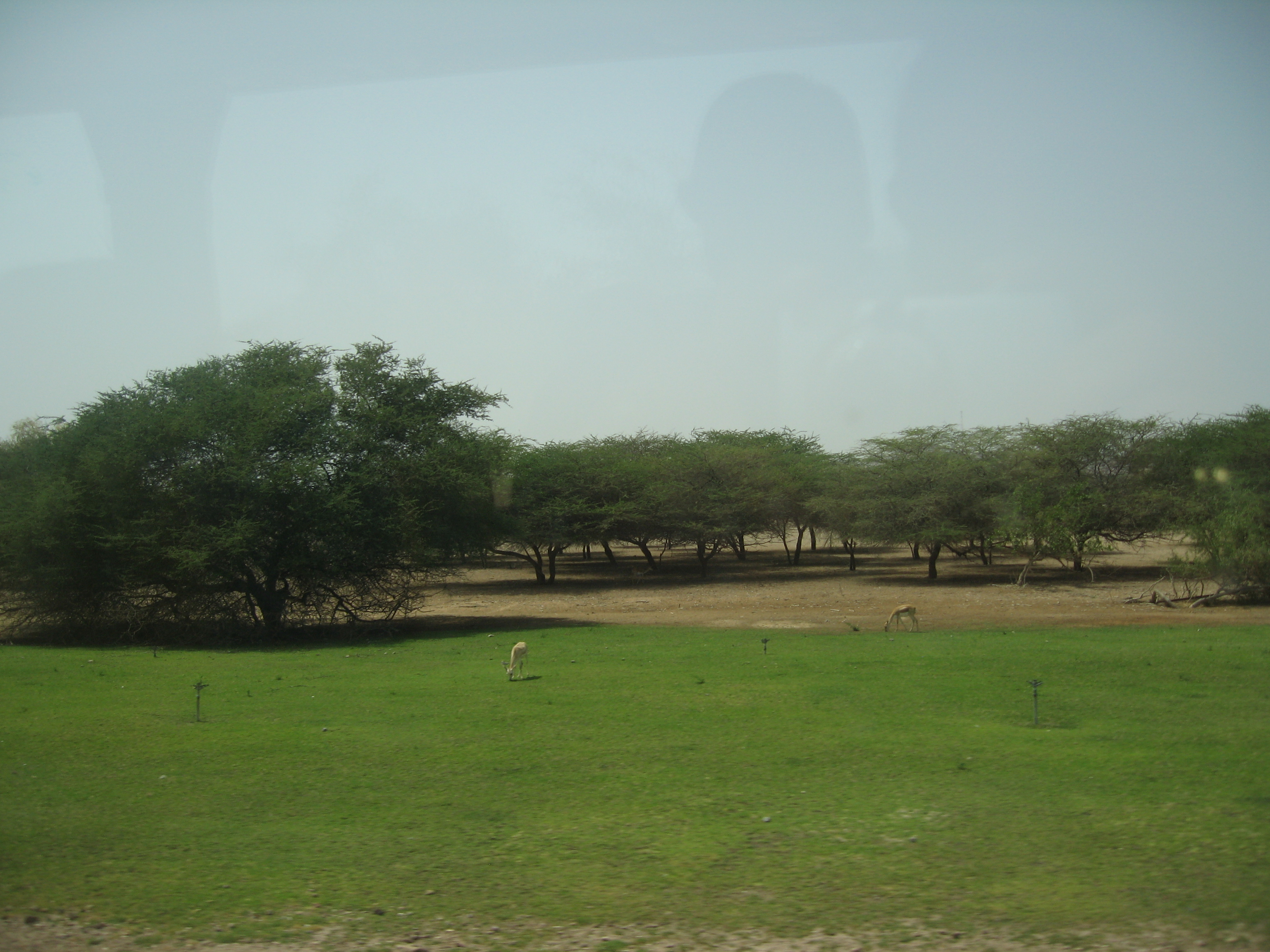
Vy över Sir Bani Yas
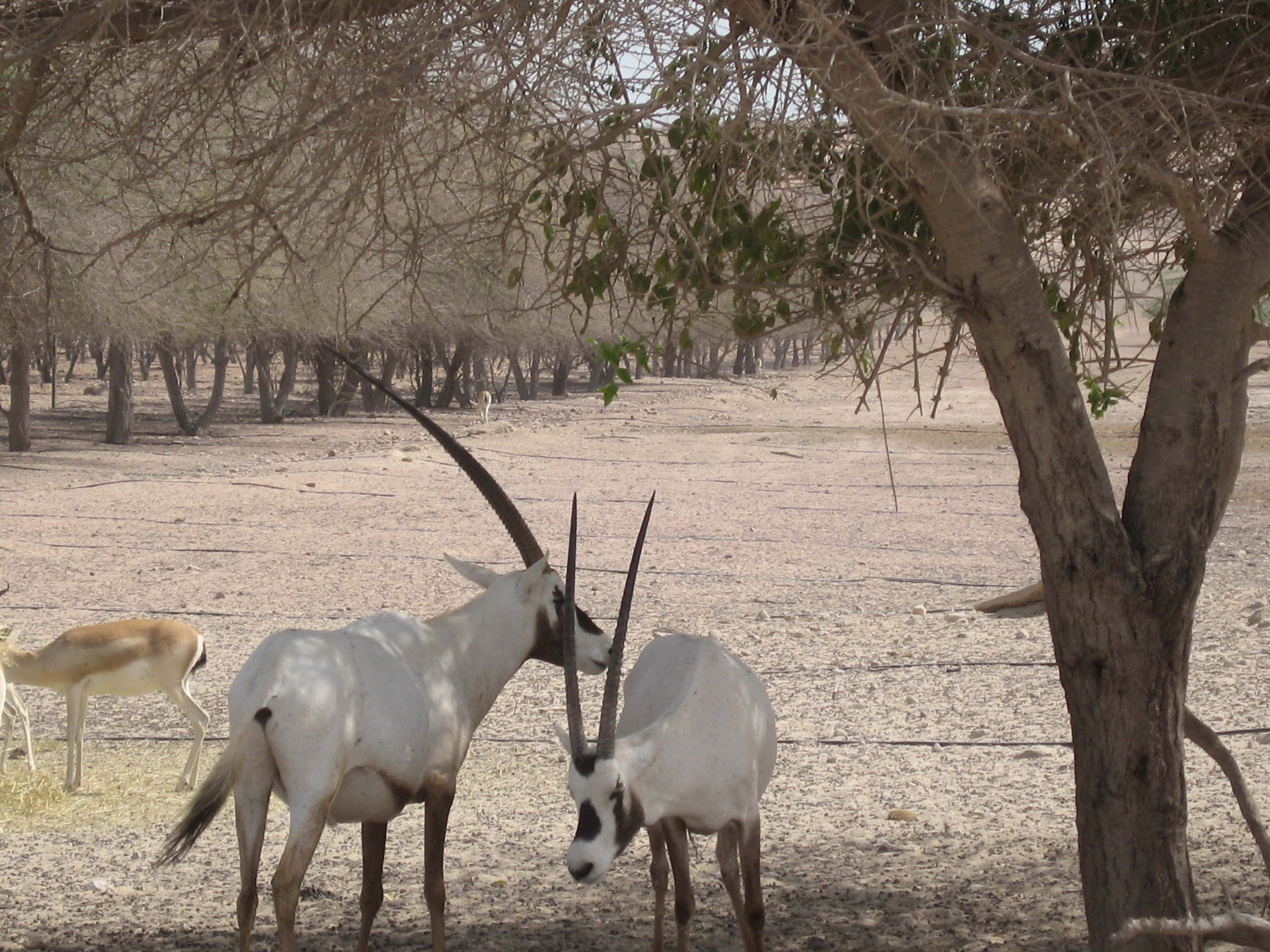
Arabisk oryx på ön
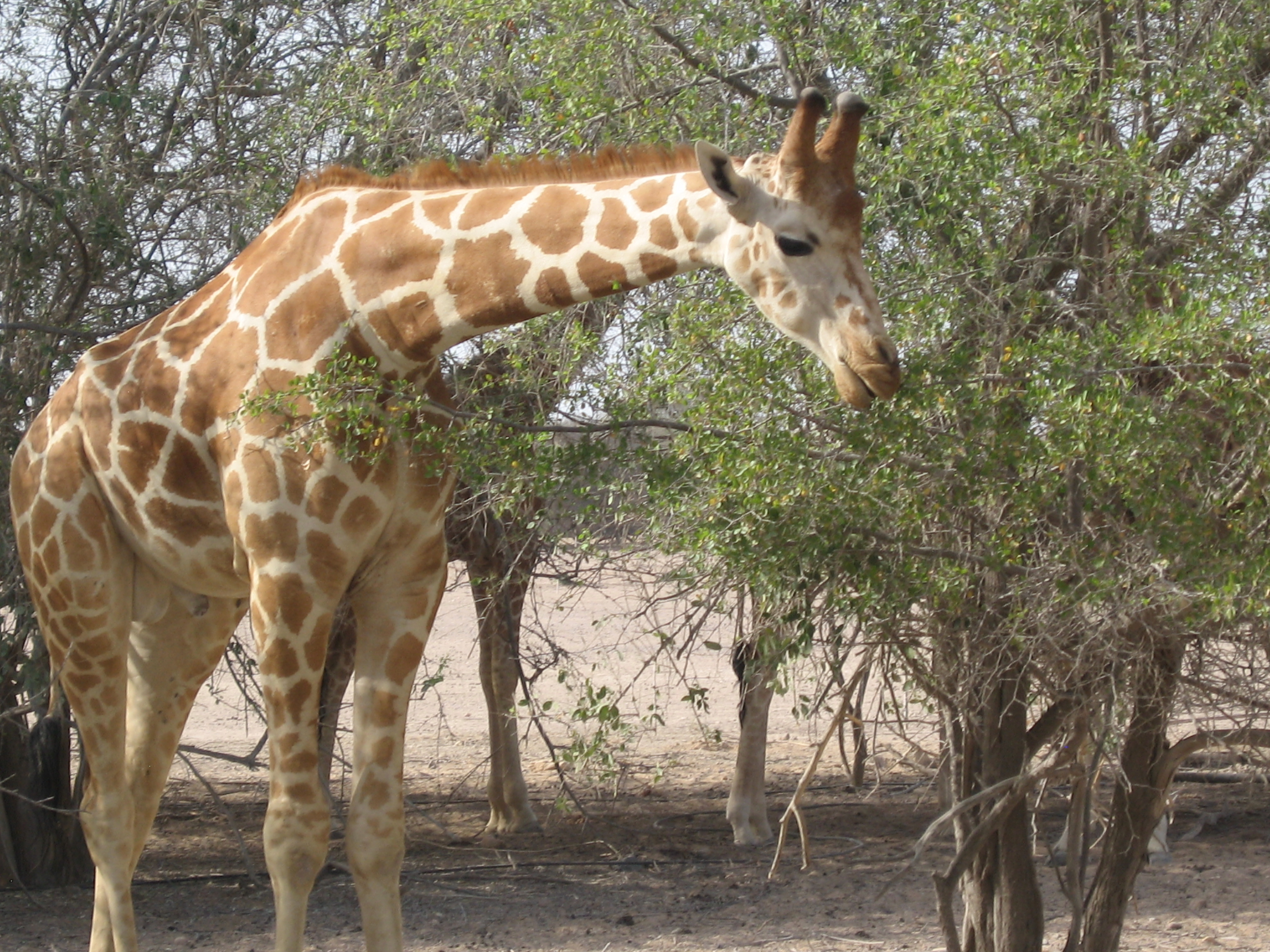
En Giraff
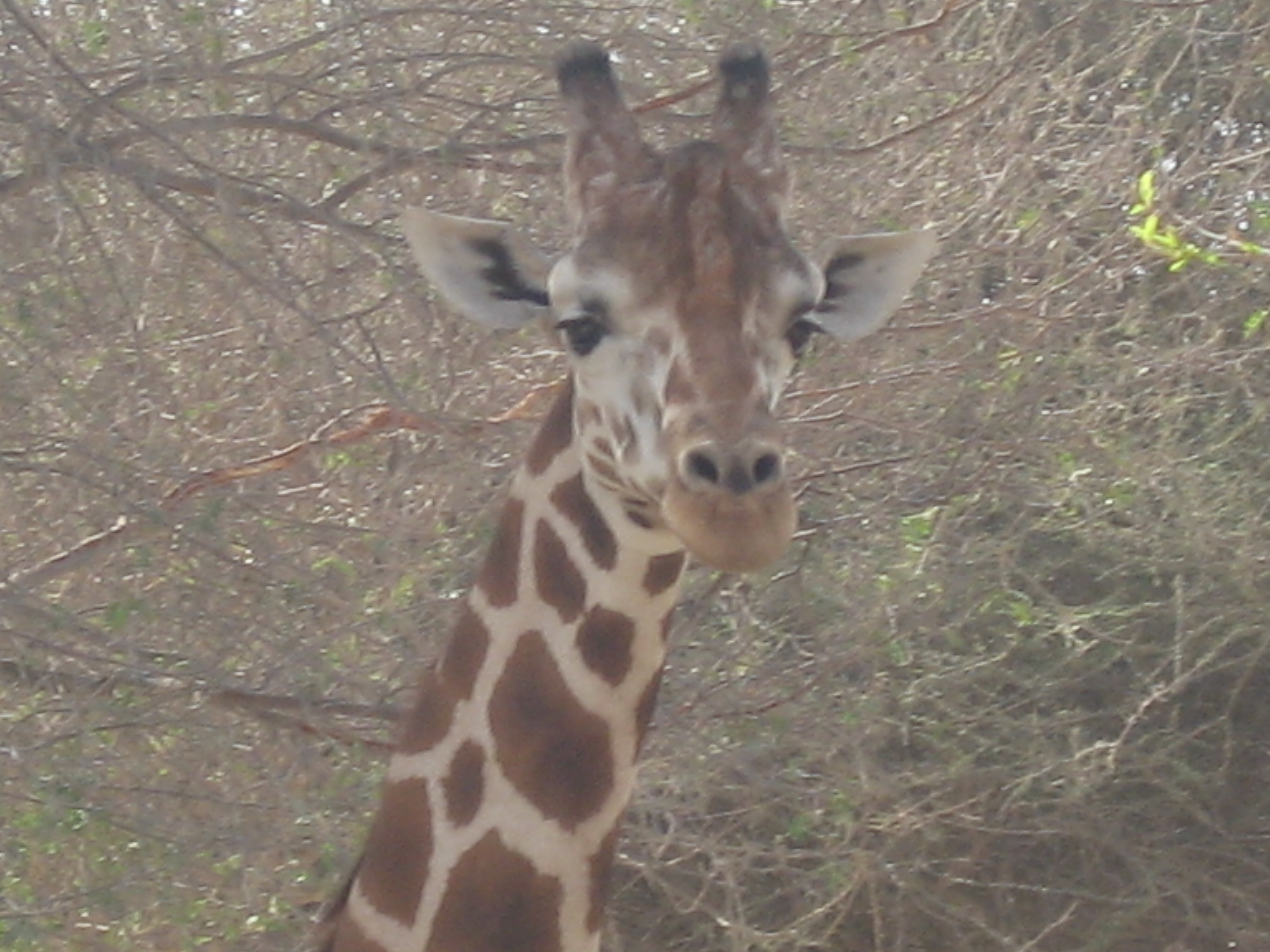
Giraff
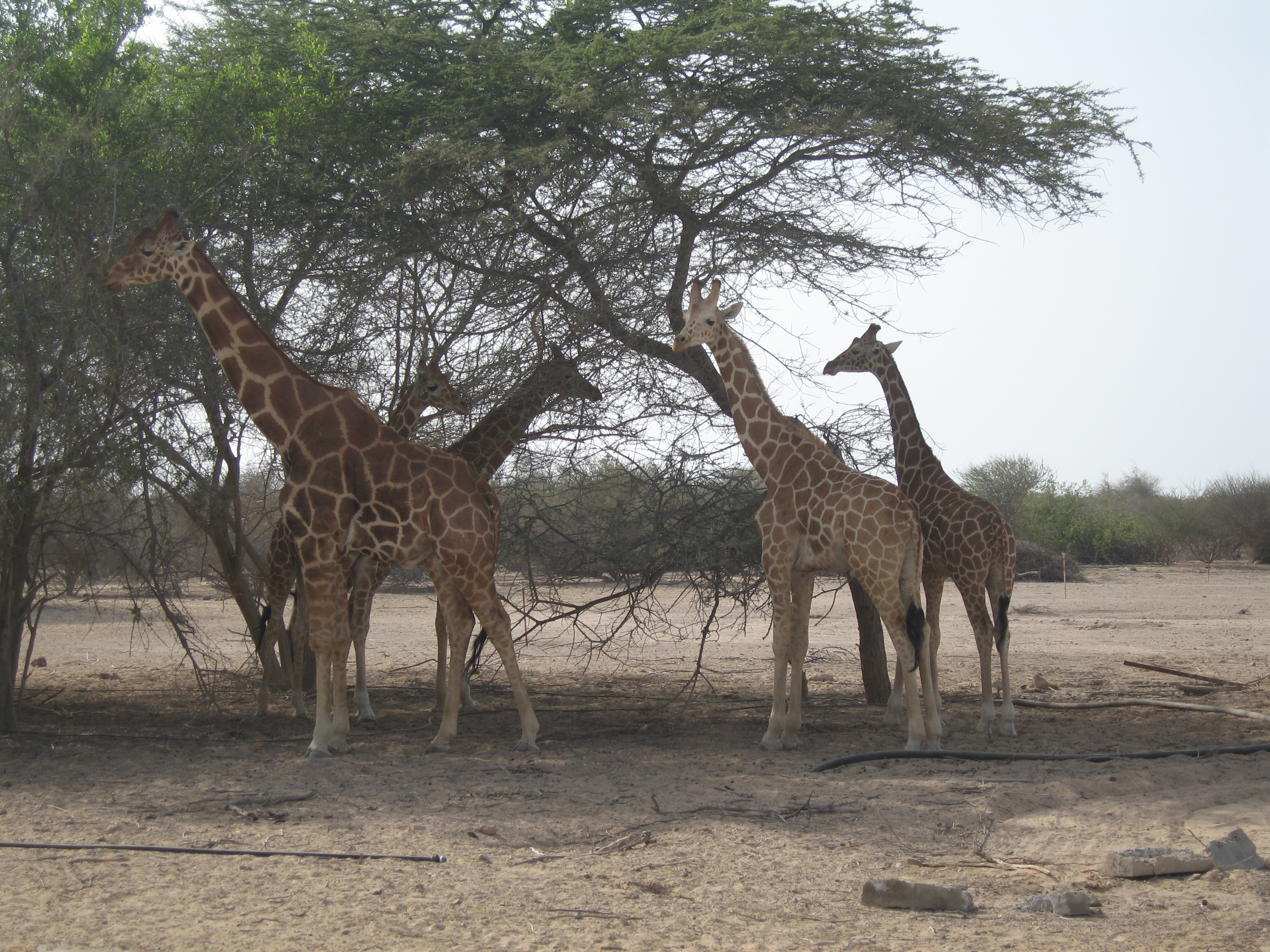
Giraffer på ön
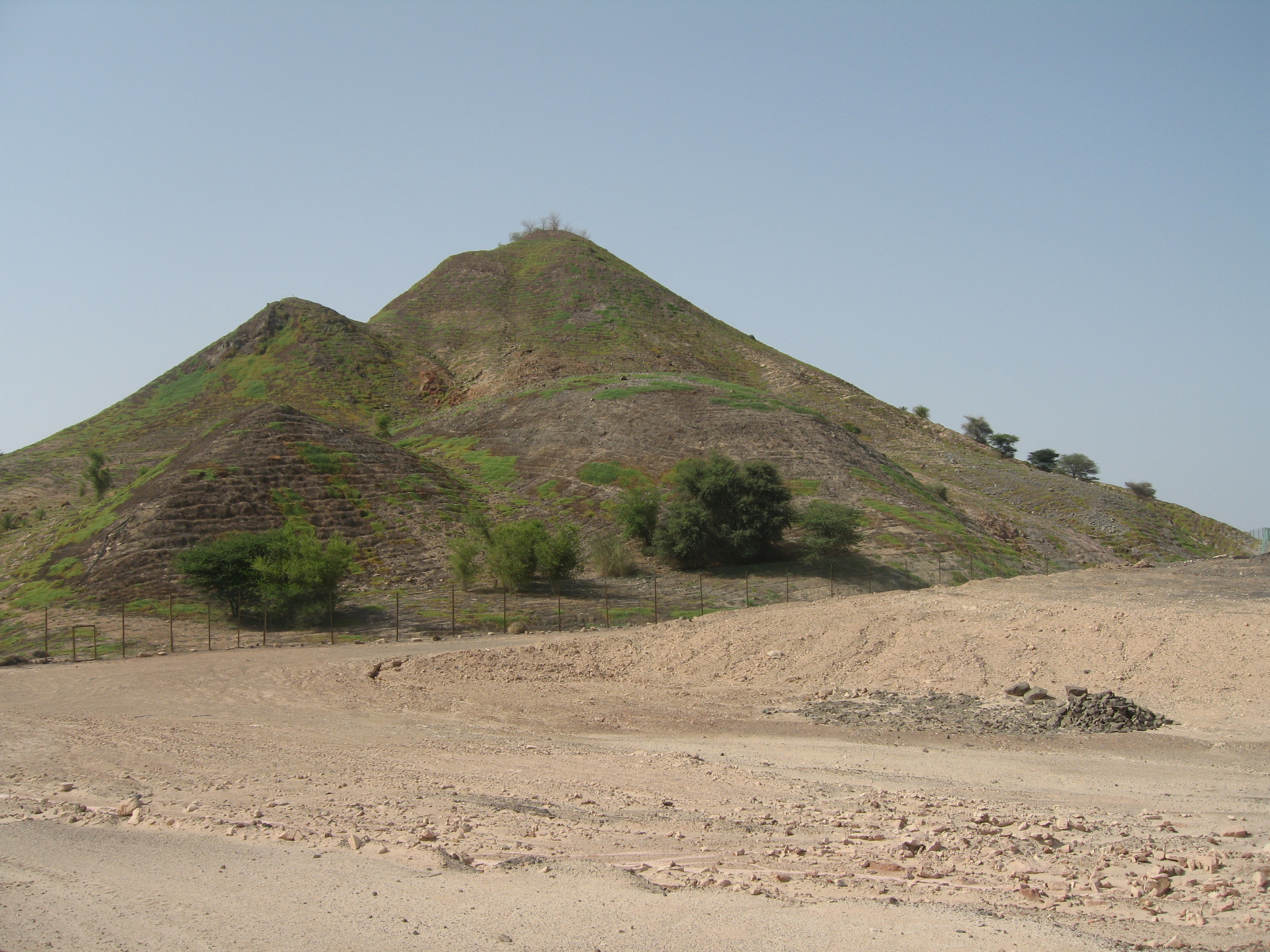
Öns högsta berg
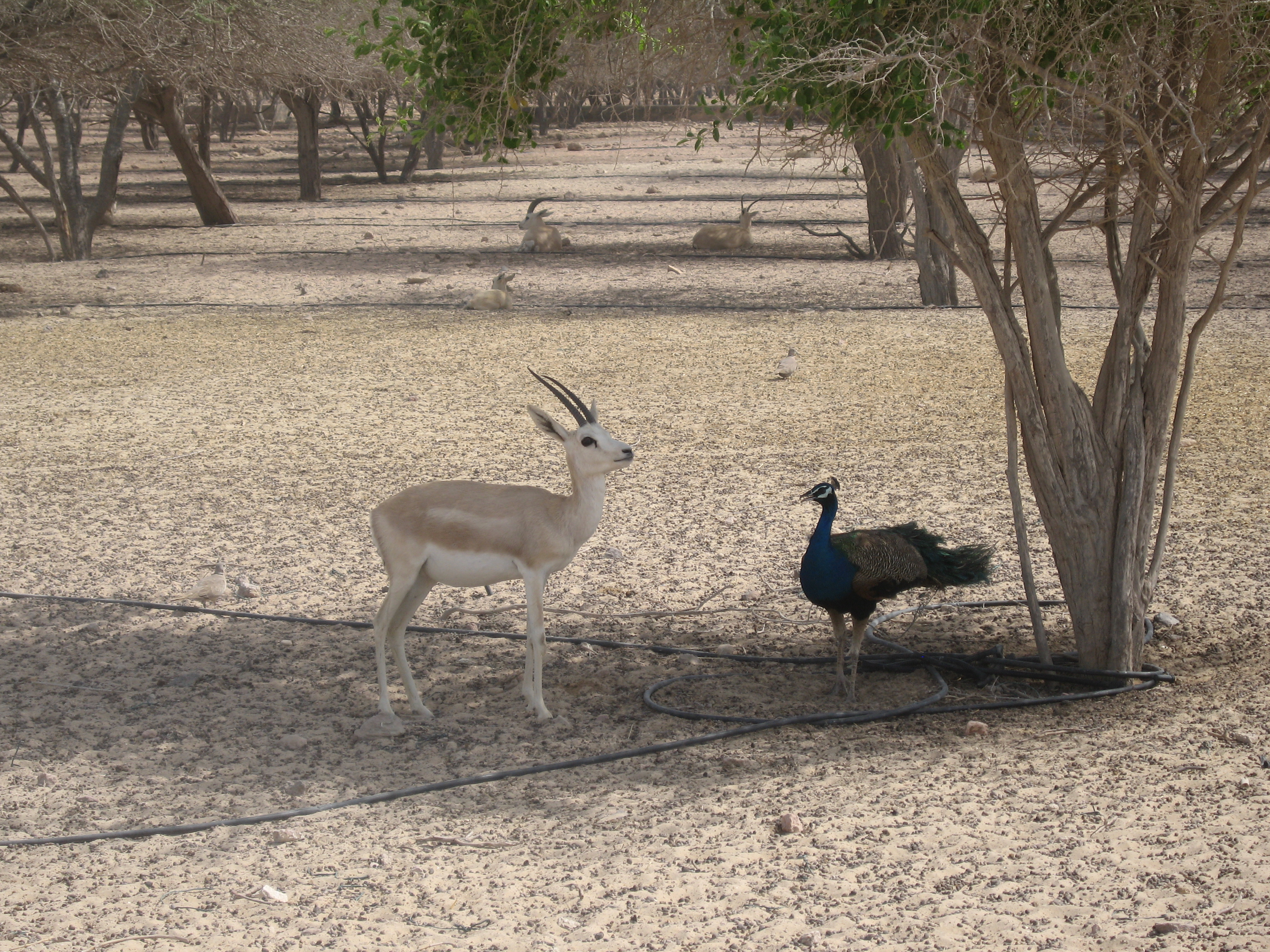
Sandgasell och påfågel
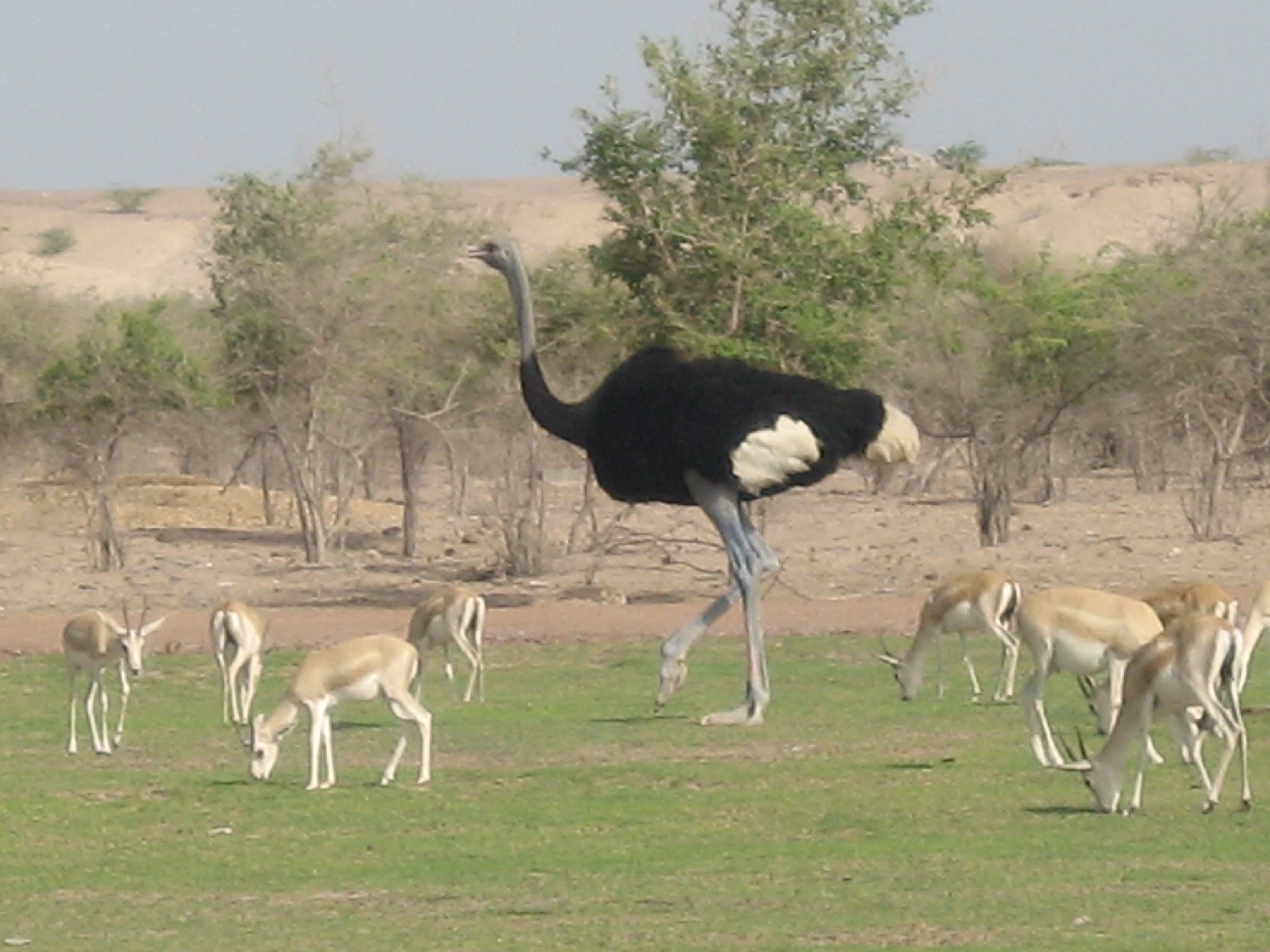
Sandgasell och struts
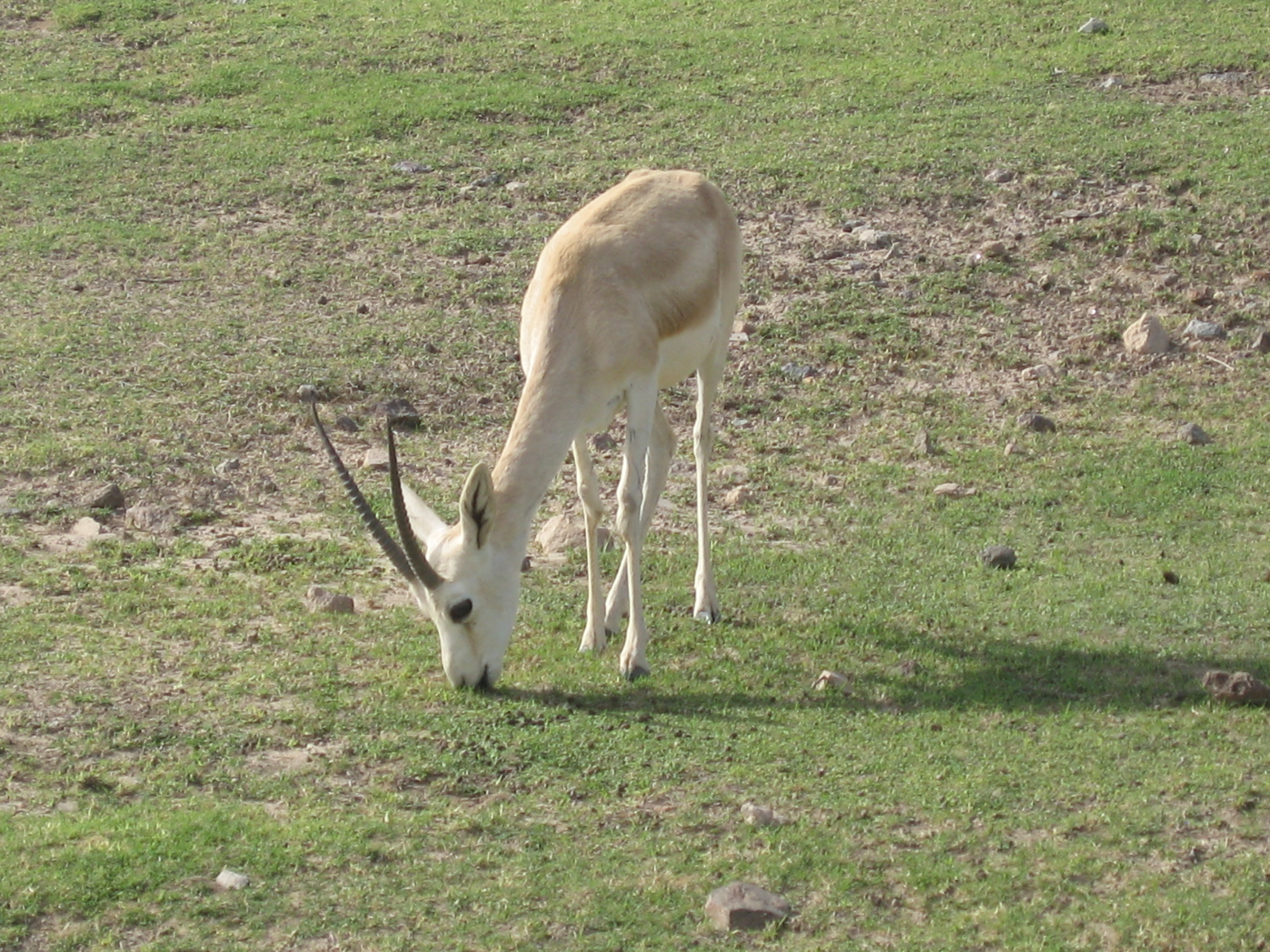
Sandgasell på Sir Bani Yas